# Distrikt Cachachi
Der Distrikt Cachachi liegt in der Provinz Cajabamba in der Region Cajamarca in Nordwest-Peru. Der Distrikt wurde am 11. Februar 1855 gegründet. Er hat eine Fläche von 817 km². Beim Zensus 2017 wurden 25.109 Einwohner gezählt. Im Jahr 1993 lag die Einwohnerzahl bei 21.785, im Jahr 2007 bei 24.305. Sitz der Distriktverwaltung ist die auf einer Höhe von 3237 m gelegene Ortschaft Cachachi mit 405 Einwohnern (Stand 2017). Cachachi liegt etwa 30 km nordwestlich der Provinzhauptstadt Cajabamba.

## Geographische Lage
Der Distrikt Cachachi liegt in der peruanischen Westkordillere im Westen der Provinz Cajabamba. Der Río Cajamarca verläuft entlang der nordöstlichen Distriktgrenze, der Río Condebamba bildet die östliche Distriktgrenze. Im Westen bildet die Wasserscheide der Westkordillere die Distriktgrenze. Der Río Chimin, ein linker Nebenfluss des Río Condebamba, entwässert einen Großteil des Distrikts.
Der Distrikt Cachachi grenzt im Süden an den Distrikt Sanagorán (Provinz Sánchez Carrión), im Südwesten an die Distrikte Usquil und Huaranchal (beide in der Provinz Otuzco), im Westen an den Distrikt Sayapullo (Provinz Gran Chimú), im Nordwesten an den Distrikt Cospán (Provinz Cajamarca), im Norden an die Distrikte Jesús (ebenfalls in der Provinz Cajamarca) und Pedro Gálvez (Provinz San Marcos), im Nordosten an den Distrikt Eduardo Villanueva (ebenfalls Provinz San Marcos) sowie im Osten an die Distrikte Condebamba und Cajabamba.

## Ortschaften im Distrikt
Neben Cachachi gibt es folgende größere Ortschaften (Centros Poblados) im Distrikt:
- Algamarca (531 Einwohner)
- Araqueda (373 Einwohner)
- Chimin (316 Einwohner)
- Cholocal (371 Einwohner)
- Chuquibamba (382 Einwohner)
- El Chorro (326 Einwohner)
- Tabacal (303 Einwohner)